# Speyeria nikias
Speyeria nikias är en fjärilsart som beskrevs av Matthias Ehrmann 1917. Speyeria nikias ingår i släktet Speyeria och familjen praktfjärilar. Inga underarter finns listade i Catalogue of Life.